# 키티 포일
《키티 포일》(Kitty Foyle)은 미국에서 제작된 샘 우드 감독의 1940년 드라마, 멜로/로맨스 영화이다. 이 영화는 크리스토퍼 몰리의 1939년 베스트셀러이자 동명의 소설 키티 포일에 기반을 둔다. 진저 로저스 등이 주연으로 출연하였고 데이빗 헴프스테드 등이 제작에 참여하였다.

## 출연

### 주연
- 진저 로저스
- 데니스 모건

### 조연
- 제임스 크레이그
- 에두아르도 치아넬리
- 어니스트 코사트
- 글래디스 쿠퍼
- K.T. 스티븐스

## 기타
- 원작자: 크리스토퍼 몰리
- 의상: 레니